# Isoflavona
Las isoflavonas son diversos derivados sustituidos de la isoflavona, un tipo de isoflavonoides naturales, muchos de los cuales actúan como fitoestrógenos en los mamíferos . Las isoflavonas son producidas casi exclusivamente por los miembros de la familia de los frijoles, Fabaceae (Leguminosae).
Aunque las isoflavonas y los fitoestrógenos estrechamente relacionados se venden como suplementos dietéticos, existe poca evidencia científica sobre la seguridad de estos suplementos a largo plazo o de sus beneficios para la salud.  Algunos estudios han identificado los riesgos potenciales de una ingesta elevada de isoflavonas, como en mujeres con antecedentes de cáncer de mama, pero esta preocupación no se ha corroborado con investigaciones clínicas de alta calidad. 

## Química orgánica y biosíntesis
La isoflavona es un isómero de la flavona, la cual es una cromona sustituida con un grupo fenilo en la posición 2. En la isoflavona, el grupo fenilo está en la posición 4.
La isoflavona tiene un interés limitado per se, pero los derivados sustituidos tienen importancia en la nutrición. Los derivados sustituidos se diferencian del original mediante el reemplazo de dos o tres átomos de hidrógeno con grupos hidroxilo. 

Isoflavona, numeración. La genisteína (5-OH, 7-OH, 4'-OH) o la daidzeína (7-OH, 4'-OH) son, por ejemplo, miembros de la familia de las isoflavonas.

La isoflavona difiere de la flavona  en la ubicación del grupo fenilo.
Las isoflavonas se producen a través de una rama de la vía general de los fenilpropanoides que produce compuestos flavonoides en las plantas superiores. La soja es la fuente más común de isoflavonas en la alimentación humana; las principales isoflavonas de la soja son la genisteína y la daidzeína .  Las plantas usan isoflavonas y sus derivados como compuestos de fitoalexina para protegerse de hongos patógenos causantes de enfermedades y otros microbios . Además, la soja utiliza isoflavonas para estimular el rizobio microbiano del suelo para formar nódulos de raíces que fijan nitrógeno.

## Ocurrencia
La mayoría de los miembros de la familia Fabaceae contienen cantidades significativas de isoflavonas. El análisis de los niveles en varias especies ha encontrado los niveles más altos de genisteína y daidzeína en la psoralea ( Psoralea corylifolia ). Diversas legumbres, incluida la soja ( Glycine max L.), judías verdes ( Phaseolus vulgaris L.), brotes de alfalfa ( Medicago sativa L.), brotes de frijol mungo ( Vigna radiata L.), caupí ( Vigna unguiculata L.), la raíz de kudzu ( Pueraria lobata L.) y la flor de trébol rojo y el brote de trébol rojo ( Trifolium pratense L.) han sido estudiados por su actividad estrogénica. Los alimentos altamente procesados a base de legumbres, como el tofu, conservan la mayor parte de su contenido de isoflavonas, al igual que el miso fermentado, el cual tiene altos niveles de isoflavonas.
La leche de soja tiene una concentración mucho más alta de isoflavonas que la salsa de soja, pero la soja fermentada muestra concentraciones considerablemente más altas, siendo el tempeh el que tiene el mayor contenido de isoflavonas.
Otras fuentes dietéticas de isoflavonas incluyen el garbanzo ( biocanina A ), la alfalfa ( formonetina ) y el maní ( genisteína ). Las isoflavonas también se encuentran en alimentos de origen animal como productos lácteos, carne, huevos y mariscos, pero la contribución general a la ingesta total es baja. En los países que utilizan el proceso de pan Chorleywood, como el Reino Unido, el pan es una fuente de isoflavonas .

## Investigaciones
El consumo de alimentos o suplementos dietéticos ricos en isoflavonas se encuentra bajo investigación preliminar por su posible asociación con tasas más bajas de cáncer posmenopáusico y osteoporosis en mujeres. El uso de suplementos dietéticos de isoflavonas de soja puede estar asociado con la reducción de los sofocos en mujeres posmenopáusicas.
A pesar del uso frecuente de suplementos de isoflavonas, no hay datos suficientes los efectos adversos de estos compuestos. En una evaluación de riesgos de los suplementos de isoflavonas para mujeres posmenopáusicas, la Autoridad Europea de Seguridad Alimentaria no encontró efectos adversos con ingestas de hasta 150 mg/d, aunque criticó la falta de datos.